# Anouk Matton
Anouk Matton (Amberes, 18 de diciembre de 1992), más conocida como MATTN, es una DJ y productora belga de electro house. Desde 2020, es la esposa del famoso DJ y productor belga Dimitri Vegas.

## Biografía
Comenzó su carrera como telonista de Dimitri Vegas & Like Mike, para después dar el salto a participar en festivales como Tomorrowland (en donde estuvo en el escenario principal), Sunburn Festival, Creamfields entre otros. 
En 2018 alcanzó en la posición 72 de lista de las 100 mejores DJ de la revista DJ Magazine.
Ha participado en numerosos festivales de todo el mundo, tocando en lugares exclusivos como VIP Room en Saint-Tropez (propiedad del DJ Jean-Roch), en White Dubai y Number 1 en Italia. Es también la primera DJane en colaborar con el sello Smash the House, el cual, hasta 2018, fue distribuido por el sello discográfico Armada Music, propiedad de Armin van Buuren.
Su voz aparece en los créditos al final de la película Spider-Man: Un nuevo universo.

## Ranking DJmag
| DJ    | 2018 | 2019 | 2020 | 2021 |
| ----- | ---- | ---- | ---- | ---- |
| MATTN | 72°  | 51°  | 42°  | 67°  |

## Ranking DJAne
| DJ    | 2017 | 2018 | 2019 | 2020 |
| ----- | ---- | ---- | ---- | ---- |
| MATTN | 5°   | 3°   | 3°   | 2°   |

## Vida privada
En septiembre de 2017 contrajo matrimonio con el también DJ, Dimitri Vegas en Ibiza, España.